# Nascar Nextel Cup Series 2004
Nascar Nextel Cup Series 2004 var den 56:e upplagan av den främsta divisionen av professionell stockcarracing i USA sanktionerad av National Association for Stock Car Auto Racing. 
Säsongen bestod av 36 race och inleddes på Daytona International Speedway med uppvisningsloppen Budweiser Shootout 7 februari och Gatorade 125s 12 februari, vilket även var slutkval till den 46:e upplagan av Daytona 500. Säsongen avslutades 21 november på Homestead-Miami Speedway med Ford 400. Serien vanns av Kurt Busch i en Ford körandes för Roush Racing. Det var hans första och enda mästerskapstitel.
Säsongen 2004 var den första med telecomföretaget Nextel Communications som huvudsponsor. R.J. Reynolds Tobacco Company med varumärket Winston som varit huvudspobsor i 33 år valde att avsluta samarbetet. I juni 2003 meddelade Nascar att man skrivit ett tioårskontrakt med Nextel Communications som huvudsponsor. 76 som varit bränsleleverantör ända sedan starten 1948 valde även dom att avsluta sitt samarbete med Nascar efter 2003 års säsong. Ny bränsleleverantör för 2004 blev Sunoco.
Matt Kenseths mästerskapstitel 2003 med endast en vinst fick Nascar att introducera slutspelsformatet Chase for the Nextel Cup, eller kort "The Chase",  för att hålla liv i förarmästerskapet till sista deltävling. Det nya formatet innebar att de tio främsta förarna gick in i en slutspelsrunda med tio lopp kvar.

## Tävlingskalender
| Nr                       | Officiellt namn                        | Bana                                                        | Datum        |
| ------------------------ | -------------------------------------- | ----------------------------------------------------------- | ------------ |
| U                        | Budweiser Shootout                     | Daytona International Speedway, Daytona Beach, Florida      | 7 februari   |
| KV                       | Gatorade 125s                          | Daytona International Speedway, Daytona Beach, Florida      | 12 februari  |
| 1                        | Daytona 500                            | Daytona International Speedway, Daytona Beach, Florida      | 15 februari  |
| 2                        | Subway 400                             | North Carolina Speedway, Rockingham, North Carolina         | 22 februari  |
| 3                        | UAW-DaimlerChrysler 400                | Las Vegas Motor Speedway, Las Vegas, Nevada                 | 7 mars       |
| 4                        | Golden Corral 500                      | Atlanta Motor Speedway, Hampton, Georgia                    | 14 mars      |
| 5                        | Carolina Dodge Dealers 400             | Darlington Raceway, Darlington, South Carolina              | 21 mars      |
| 6                        | Food City 500                          | Bristol Motor Speedway, Bristol, Tennessee                  | 28 mars      |
| 7                        | Samsung/RadioShack 500                 | Texas Motor Speedway, Fort Worth, Texas                     | 4 april      |
| 8                        | Advance Auto Parts 500                 | Martinsville Speedway, Ridgeway, Virginia                   | 18 april     |
| 9                        | Aaron's 499                            | Talladega Superspeedway, Talladega, Alabama                 | 25 april     |
| 10                       | Auto Club 500                          | California Speedway, Fontana, Kalifornien                   | 2 maj        |
| 11                       | Chevy American Revolution 400          | Richmond International Raceway, Richmond, Virginia          | 15 maj       |
| U                        | Nextel Open                            | Lowe's Motor Speedway, Concord, North Carolina              | 22 maj       |
| U                        | Nextel All-Star Challenge              | Lowe's Motor Speedway, Concord, North Carolina              | 22 maj       |
| 12                       | Coca-Cola 600                          | Lowe's Motor Speedway, Concord, North Carolina              | 30 maj       |
| 13                       | MBNA America 400 "A Salute To Heroes"  | Dover International Speedway, Dover, Delaware               | 6 juni       |
| 14                       | Pocono 500                             | Pocono Raceway, Long Pond, Pennsylvania                     | 13 juni      |
| 15                       | DHL 400                                | Michigan International Speedway, Brooklyn, Michigan         | 20 juni      |
| 16                       | Dodge/Save Mart 350                    | Infineon Raceway, Sonoma, Kalifornien                       | 27 juni      |
| 17                       | Pepsi 400                              | Daytona International Speedway, Daytona Beach, Florida      | 3 juli       |
| 18                       | Tropicana 400 presented by Meijer      | Chicagoland Speedway, Joliet, Illinois                      | 11 juli      |
| 19                       | Siemens 300                            | New Hampshire International Speedway, Loudon, New Hampshire | 20 juli      |
| 20                       | Pennsylvania 500                       | Pocono Raceway, Long Pond, Pennsylvania                     | 1 augusti    |
| 21                       | Brickyard 400                          | Indianapolis Motor Speedway, Speedway, Indiana              | 8 augusti    |
| 22                       | Sirius Satellite Radio at The Glen     | Watkins Glen International, Watkins Glen, New York          | 15 augusti   |
| 23                       | GFS Marketplace 400                    | Michigan International Speedway, Brooklyn, Michigan         | 22 augusti   |
| 24                       | Sharpie 500                            | Bristol Motor Speedway, Bristol, Tennessee                  | 28 augusti   |
| 25                       | Pop Secret 500                         | California Speedway, Fontana, Kalifornien                   | 5 september  |
| 26                       | Chevy Rock & Roll 400                  | Richmond International Raceway, Richmond, Virginia          | 11 september |
| Chase for the Nextel Cup |                                        |                                                             |              |
| 27                       | Sylvania 300                           | New Hampshire International Speedway, Loudon, New Hampshire | 19 september |
| 28                       | MBNA America 400                       | Dover International Speedway, Dover, Delaware               | 26 september |
| 29                       | EA Sports 500                          | Talladega Superspeedway, Talladega, Alabama                 | 3 oktober    |
| 30                       | Banquet 400 Presented by Conagra Foods | Kansas Speedway, Kansas City, Kansas                        | 10 oktober   |
| 31                       | UAW-GM Quality 500                     | Lowe's Motor Speedway, Concord, North Carolina              | 16 oktober   |
| 32                       | Subway 500                             | Martinsville Speedway, Ridgeway, Virginia                   | 24 oktober   |
| 33                       | Bass Pro Shops MBNA 500                | Atlanta Motor Speedway, Hampton, Georgia                    | 31 oktober   |
| 34                       | Checker Auto Parts 500                 | Phoenix International Raceway, Phoenix, Arizona             | 7 november   |
| 35                       | Mountain Dew Southern 500              | Darlington Raceway, Darlington, South Carolina              | 14 november  |
| 36                       | Ford 400                               | Homestead-Miami Speedway, Homestead, Florida                | 21 november  |

## Resultat
| Nr | Tävling                                | Pole position   | Flest ledda varv   | Vinnare            | Team                 | Konstruktör | Rapport |
| -- | -------------------------------------- | --------------- | ------------------ | ------------------ | -------------------- | ----------- | ------- |
| U  | Budweiser Shootout                     | Jeremy Mayfield | Terry Labonte      | Dale Jarrett       | Robert Yates Racing  | Ford        | Rapport |
| KV | Gatorade 125 1                         | Greg Biffle     | Greg Biffle        | Dale Earnhardt Jr. | Dale Earnhardt Inc.  | Chevrolet   | Rapport |
| KV | Gatorade 125 2                         | Elliott Sadler  | Elliott Sadler     | Elliott Sadler     | Robert Yates Racing  | Ford        | Rapport |
| 1  | Daytona 500                            | Greg Biffle     | Tony Stewart       | Dale Earnhardt Jr. | Dale Earnhardt Inc.  | Chevrolet   | Rapport |
| 2  | Subway 400                             | Ryan Newman     | Matt Kenseth       | Matt Kenseth       | Roush Racing         | Ford        | Rapport |
| 3  | UAW-DaimlerChrysler 400                | Kasey Kahne     | Matt Kenseth       | Matt Kenseth       | Roush Racing         | Ford        | Rapport |
| 4  | Golden Corral 500                      | Ryan Newman     | Tony Stewart       | Dale Earnhardt Jr. | Dale Earnhardt Inc.  | Chevrolet   | Rapport |
| 5  | Carolina Dodge Dealers 400             | Kasey Kahne     | Kurt Busch         | Jimmie Johnson     | Hendrick Motorsports | Chevrolet   | Rapport |
| 6  | Food City 500                          | Ryan Newman     | Kurt Busch         | Kurt Busch         | Roush Racing         | Ford        | Rapport |
| 7  | Samsung/RadioShack 500                 | Bobby Labonte   | Kasey Kahne        | Elliott Sadler     | Robert Yates Racing  | Ford        | Rapport |
| 8  | Advance Auto Parts 500                 | Jeff Gordon     | Jeff Gordon        | Rusty Wallace      | Penske Racing South  | Dodge       | Rapport |
| 9  | Aaron's 499                            | Ricky Rudd      | Dale Earnhardt Jr. | Jeff Gordon        | Hendrick Motorsports | Chevrolet   | Rapport |
| 10 | Auto Club 500                          | Kasey Kahne     | Jeff Gordon        | Jeff Gordon        | Hendrick Motorsports | Chevrolet   | Rapport |
| 11 | Chevy American Revolution 400          | Brian Vickers   | Dale Earnhardt Jr. | Dale Earnhardt Jr. | Dale Earnhardt Inc.  | Chevrolet   | Rapport |
| U  | Nextel Open                            | Dave Blaney     | Jamie McMurray     | Sterling Marlin    | Chip Ganassi Racing  | Dodge       | Rapport |
| U  | Nextel All-Star Challenge              | Rusty Wallace   | Ryan Newman        | Matt Kenseth       | Roush Racing         | Ford        | Rapport |
| 12 | Coca-Cola 600                          | Jimmie Johnson  | Jimmie Johnson     | Jimmie Johnson     | Hendrick Motorsports | Chevrolet   | Rapport |
| 13 | MBNA America 400 "A Salute To Heroes"  | Jeremy Mayfield | Tony Stewart       | Mark Martin        | Roush Racing         | Ford        | Rapport |
| 14 | Pocono 500                             | Kasey Kahne     | Jimmie Johnson     | Jimmie Johnson     | Hendrick Motorsports | Chevrolet   | Rapport |
| 15 | DHL 400                                | Jeff Gordon     | Jeff Gordon        | Ryan Newman        | Penske Racing South  | Dodge       | Rapport |
| 16 | Dodge/Save Mart 350                    | Jeff Gordon     | Jeff Gordon        | Jeff Gordon        | Hendrick Motorsports | Chevrolet   | Rapport |
| 17 | Pepsi 400                              | Jeff Gordon     | Jeff Gordon        | Jeff Gordon        | Hendrick Motorsports | Chevrolet   | Rapport |
| 18 | Tropicana 400 presented by Meijer      | Jeff Gordon     | Tony Stewart       | Tony Stewart       | Joe Gibbs Racing     | Chevrolet   | Rapport |
| 19 | Siemens 300                            | Ryan Newman     | Ryan Newman        | Kurt Busch         | Roush Racing         | Ford        | Rapport |
| 20 | Pennsylvania 500                       | Casey Mears     | Jimmie Johnson     | Jimmie Johnson     | Hendrick Motorsports | Chevrolet   | Rapport |
| 21 | Brickyard 400                          | Casey Mears     | Jeff Gordon        | Jeff Gordon        | Hendrick Motorsports | Chevrolet   | Rapport |
| 22 | Sirius Satellite Radio at The Glen     | Jimmie Johnson  | Tony Stewart       | Tony Stewart       | Joe Gibbs Racing     | Chevrolet   | Rapport |
| 23 | GFS Marketplace 400                    | Jimmie Johnson  | Greg Biffle        | Greg Biffle        | Roush Racing         | Ford        | Rapport |
| 24 | Sharpie 500                            | Jeff Gordon     | Dale Earnhardt Jr. | Dale Earnhardt Jr. | Dale Earnhardt Inc.  | Chevrolet   | Rapport |
| 25 | Pop Secret 500                         | Brian Vickers   | Mark Martin        | Elliott Sadler     | Robert Yates Racing  | Ford        | Rapport |
| 26 | Chevy Rock & Roll 400                  | Ryan Newman     | Jeremy Mayfield    | Jeremy Mayfield    | Evernham Motorsports | Dodge       | Rapport |
| 27 | Sylvania 300                           | Jeff Gordon     | Kurt Busch         | Kurt Busch         | Roush Racing         | Ford        | Rapport |
| 28 | MBNA America 400                       | Jeremy Mayfield | Ryan Newman        | Ryan Newman        | Penske Racing South  | Dodge       | Rapport |
| 29 | EA Sports 500                          | Joe Nemechek    | Dale Earnhardt Jr. | Dale Earnhardt Jr. | Dale Earnhardt Inc.  | Chevrolet   | Rapport |
| 30 | Banquet 400 Presented by Conagra Foods | Joe Nemechek    | Jeremy Mayfield    | Joe Nemechek       | MB2 Motorsports      | Chevrolet   | Rapport |
| 31 | UAW-GM Quality 500                     | Ryan Newman     | Kasey Kahne        | Jimmie Johnson     | Hendrick Motorsports | Chevrolet   | Rapport |
| 32 | Subway 500                             | Ryan Newman     | Kurt Busch         | Jimmie Johnson     | Hendrick Motorsports | Chevrolet   | Rapport |
| 33 | Bass Pro Shops MBNA 500                | Ryan Newman     | Mark Martin        | Jimmie Johnson     | Hendrick Motorsports | Chevrolet   | Rapport |
| 34 | Checker Auto Parts 500                 | Ryan Newman     | Dale Earnhardt Jr. | Dale Earnhardt Jr. | Dale Earnhardt Inc.  | Chevrolet   | Rapport |
| 35 | Mountain Dew Southern 500              | Kurt Busch      | Jeff Gordon        | Jimmie Johnson     | Hendrick Motorsports | Chevrolet   | Rapport |
| 36 | Ford 400                               | Kurt Busch      | Greg Biffle        | Greg Biffle        | Roush Racing         | Ford        | Rapport |

## Slutställning

### Förarmästerskapet
| Plats | Förare             | Team                                  | Märke          | Poäng |
| ----- | ------------------ | ------------------------------------- | -------------- | ----- |
| 1     | Kurt Busch         | Roush Racing                          | Ford           | 6506  |
| 2     | Jimmie Johnson     | Hendrick Motorsports                  | Chevrolet      | 6498  |
| 3     | Jeff Gordon        | Hendrick Motorsports                  | Chevrolet      | 6490  |
| 4     | Mark Martin        | Roush Racing                          | Ford           | 6399  |
| 5     | Dale Earnhardt Jr. | Dale Earnhardt Inc.                   | Chevrolet      | 6368  |
| 6     | Tony Stewart       | Joe Gibbs Racing                      | Chevrolet      | 6326  |
| 7     | Ryan Newman        | Penske Racing                         | Dodge          | 6180  |
| 8     | Matt Kenseth       | Roush Racing                          | Ford           | 6069  |
| 9     | Elliott Sadler     | Robert Yates Racing                   | Ford           | 6024  |
| 10    | Jeremy Mayfield    | Evernham Motorsports                  | Dodge          | 6000  |
| 11    | Jamie McMurray     | Chip Ganassi Racing                   | Dodge          | 4597  |
| 12    | Bobby Labonte      | Joe Gibbs Racing                      | Chevrolet      | 4266  |
| 13    | Kasey Kahne        | Evernham Motorsports                  | Dodge          | 4274  |
| 14    | Kevin Harvick      | Richard Childress Racing              | Chevrolet      | 4228  |
| 15    | Dale Jarrett       | Robert Yates Racing                   | Ford           | 4214  |
| 16    | Rusty Wallace      | Penske Racing                         | Dodge          | 3960  |
| 17    | Greg Biffle        | Roush Racing                          | Ford           | 3902  |
| 18    | Jeff Burton        | Roush Racing Richard Childress Racing | Ford Chevrolet | 3902  |
| 19    | Joe Nemechek       | MB2 Motorsports                       | Chevrolet      | 3878  |
| 20    | Michael Waltrip    | Dale Earnhardt Inc.                   | Chevrolet      | 3878  |
| 21    | Sterling Marlin    | Chip Ganassi Racing                   | Dodge          | 3857  |
| 22    | Casey Mears        | Chip Ganassi Racing                   | Dodge          | 3690  |
| 23    | Robby Gordon       | Richard Childress Racing              | Chevrolet      | 3646  |
| 24    | Ricky Rudd         | Wood Brothers Racing                  | Ford           | 3615  |
| 25    | Brian Vickers      | Hendrick Motorsports                  | Chevrolet      | 3521  |
| 26    | Terry Labonte      | Hendrick Motorsports                  | Chevrolet      | 3519  |
| 27    | Scott Wimmer       | Bill Davis Racing                     | Ford           | 3198  |
| 28    | Brendan Gaughan    | Penske-Jasper Racing                  | Dodge          | 3165  |
| 29    | Scott Riggs        | MB2 Motorsports                       | Chevrolet      | 3090  |
| 30    | Jeff Green         | Richard Petty Enterprises             | Dodge          | 3054  |

### Märkesmästerskapet
| Pos     | Tillverkare | Vinster | Poäng |
| ------- | ----------- | ------- | ----- |
| 1       | Chevrolet   | 22      | 266   |
| 2       | Ford        | 10      | 224   |
| 3       | Dodge       | 4       | 194   |
| Källor: |             |         |       |